# Кинзя Арсланов
Кинзя Арсланович Арсланов (баш. Кинйә Арыҫлан улы Арыҫланов, 1723—1774) — башкирский старшина Бушман-Кипчакской волости Ногайской дороги Архангельской провинции, один из руководителей Крестьянской войны 1773—1775 годов из башкир, повстанец. Потомок тархана Бушман-Кыпчакской волости Арслана Аккулова.

## Биография
Люди называли его абызом (знаток текста Корана), прекрасно знал русский язык, в начале 1760-х годов стал старшиной Бушман-Кыпчакской волости, Ногайской даруги, Уфимский уезд, Казанская губерния, Российской Империи.
В 1770 году на территории Бушмаш-Кыпчакской волости Ногайской дороги основал д. Кинзино, ныне д. Кинья-Абыз Куюргазинского района Башкортостана.
В начале октября 1773 года стал вторым башкирским военачальником, примкнувшим к Емельяну Пугачёву, получил от него чин «главного полковника». Состоял помощником и советником Пугачёва в отношениях с нерусскими народами. Массовое участие башкир, калмыков, татар и других народов в восстании это так же результат деятельности Кинзи Арсланова. Он писал указы, манифесты и тому подобное на татарском языке, был начальником главного штаба повстанцев. Вместе с Пугачёвым руководил многочисленными очагами восстания в Башкирии.
Пропал без вести в сентябре 1774 года.

## Родословная
Родословная Кинзи опубликована в книге «Башкирские шежере» (Кузеев Р. Г. Башкирские шежере. Уфа, Башкнижиздат, 1960, с.69, 105,151,167,174). Основатель рода — Бусман-бий (Бушман-бий), у него сын Бурундук-бий, его сын Суйендек-бий, его сын Акбулат-бий, его сын Сарыбайсал-тархан. У него было семь сыновей. Второй сын Давлеткул, его сын Минлигул, его сын Аккош (Аккул), его сын Арслан. В документах Арслан носит фамилию Аккулов. Он — батыр и тархан, влиятельнейший вотчинник волости. По родословной у него показан лишь один сын — Кинзя. Фактически их было трое. Старший из них Кинзя. В родословной у Кинзи также показан лишь сын Селявсин.
Один из сыновей Кинзи Селявсин — активный пугачевец, повстанческий полковник. Известны его сын Абдрахман Селявсинов, 1786 года, и внуки Мухаметрахим, Мухаметкул, Мухаметшариф, Мухаметшафик.
По VII ревизии 1816 г. зафиксированы три сына и внук, а также правнуки Кинзи. Самый старший из них Кузяхмет (1745—1816 гг.), средний — Рахматулла (1747—1823 гг.) и младший — Сагит (1750—1820 гг.) Кинзины.
Сыновья Арслана Юлбарис и Ирназар жили не в деревне отца, а у брата в Кинзино. У Юлбариса Арсланова были дети Юлгутлы (1757—1816 гг.), Юлдыбай, 1758 года, Акберды, 1764 года, Акъюл (1767—1812 гг.), Аккузя, 1776 года. Ирназар Арсланов имел сына Кутлугаляма (1790—1859 гг.). Служил юртовым старшиной. У него дети Муса (его Кутлурезяп), Кутлуахтям, Кутлузиган, Кутлусаяф, Кутлуягафар), Кутлумухамет (Кутлуахмет, Кутлумахди, Кутлуфайруз), Кут-луахмет (его Кутлукасим, Кутлумбет, Кутлузариф), урядник Кутлурясул (Кутлузаман, Кутлусаит, Сахибгарей) и Кутлухайдар (д. 46).

## Память
- В Куюргазинском районе Башкортостана именем Кинзи Арсланова названы деревня и пещера. Историк А.3. Асфандияров указывает, что деревня Кинзино (ныне Кинья-Абыз) основана самим Кинзи Арслановым.[3]
- Функционирует музей Кинзи Арсланова.
- В городах Кумертау и Сибай его именем названы улицы.
- В д. Кинья-Абыз и с. Ермолаево Куюргазинского района установлены памятники, в г. Сибай — барельеф.
- Башкирский писатель Гали Ибрагимов написал исторический роман «Кинйә» («Кинзя»).
- В городе Мелеуз (Мелеузовский район Башкортостана) находится Башкирская гимназия № 9 имени Кинзи Арсланова.Башкирская гимназия № 9 им. Кинзи Арсланова в г. Мелеуз

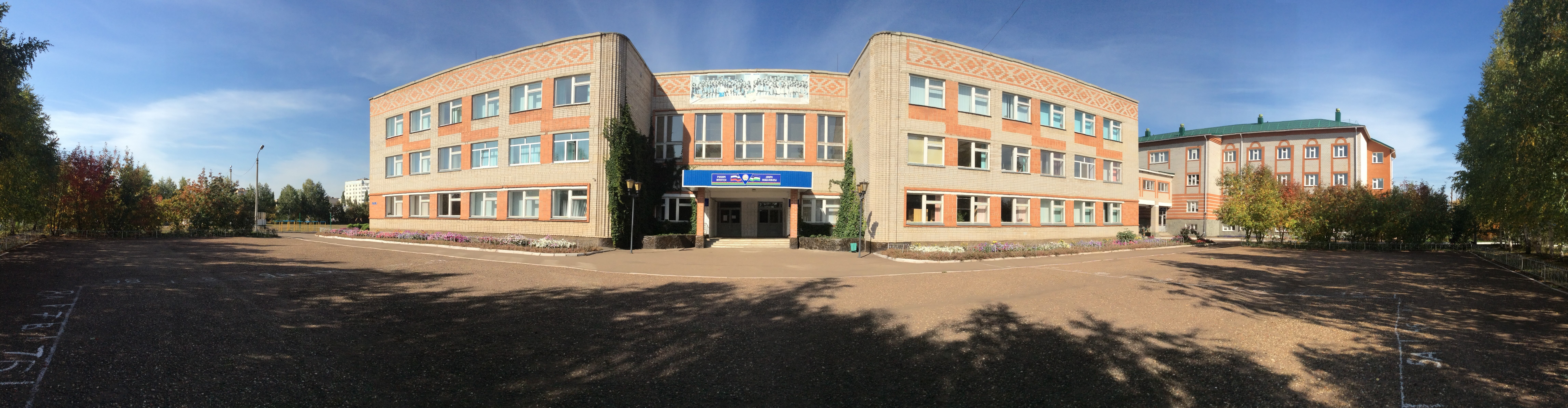
Башкирская гимназия № 9 им. Кинзи Арсланова в г. Мелеуз

- В Мелеузовском районе Башкортостана именем отца Кинзи Арсланова (Араслан батыр Аккулов) названа деревня — Арасланово.

## Фильмография
- Художественный фильм «Кинзя» (пр-во: киностудия «Башкортостан», реж. А. Г. Абдразаков).
- В фильме Салават Юлаев (1941)